# Водени разгон
Водени разгон (лат. Veronica beccabunga) је сукулентна зељаста биљка из породице Plantaginaceae. Биљка је позната и као европски разгон и речна честославица.
Ова биљка расте на ободима потока и у јарцима у Европи, северној Африци и Севеној и западној Африци. Може се наћи и на другим континентима као одомаћена врста. Ова биљка има глатке раширене гране, дугуљасте листове и мале светлоплаве или ружичасте цветове. 
Назив врсте beccabunga долази из данског beccebunge (поточни букет) или сличног извора. Народни назив честословица потиче од појаве да често (током целе вегетације) цвета (слави).
Поред скорбутне траве и поточарке, водени разгон се у традиционалној медицини сматрао биљком која лечи скорбут, иако ниједна од ових биљака није богата витамином Ц. Уобичајна припрема екстракцијом сокова уништила би већину њиховог садржаја.
- Водени разгон у цвету
- Водени разгон
- Илустрација из књиге Medical botany by William Woodville, из 1790. године[3]
- Водени разгон, Арбесбах, Аустрија